# Bacino di Sorbas

Ricostruzione della paleogeografia tra il Mar Mediterraneo e l'Oceano Atlantico intorno alla metà del Miocene. In rosso l'attuale linea costiera; S = Bacino di Sorbas, Spagna; R = Corridoio Rifeano; B = Corridoio Betico; G = Stretto di Gibilterra; M = Mar Mediterraneo

Il bacino di Sorbas è un bacino sedimentario situato nella zona circostante la cittadina spagnola di Sorbas, nella Provincia di Almería, che fa parte della comunità autonoma dell'Andalusia, nel sud-est della Spagna. 
Si ritiene che si sia formato in seguito a un evento di tettonica distensiva da due blocchi di faglia che ruotarono in senso antiorario in seguito alla compressione risultante dalla compressione dell'Africa contro l'Europa. Il bacino si è nel tempo riempito di torbiditi e evaporiti del periodo Tortoniano-Messiniano del Miocene.
Non è ancora del tutto chiarito se il bacino si sia prosciugato in concomitanza con il bacino del Mediterraneo durante la crisi di salinità del Messiniano.